# Invoca-Me
"Invoca-Me" é uma canção gravada pela banda cristã brasileira Trazendo a Arca, registrada no álbum Pra Tocar no Manto, lançado em junho de 2009. Foi escrita por Ronald Fonseca e Luiz Arcanjo, respectivos vocalista e pianista da banda em parceria com o cantor e músico Kleber Lucas. Foi interpretada por Davi Sacer, na época um dos vocalistas do Trazendo a Arca.
É uma balada que une a sonoridade leve do violão com o piano, tendo vocais de apoio presentes no refrão. Tal canção recebeu elogios da crítica especializada. Roberto Azevedo, do Super Gospel destacou que a parte final da canção lembra arranjos usados pelo grupo Roupa Nova nos anos 80. Sua letra é em primeira pessoa, como se Deus estivesse falando ao ouvinte.
"Invoca-Me" foi regravada pelo grupo no DVD e CD ao vivo Live in Orlando, gravado e lançado em 2011. No disco, a canção foi interpretada por Luiz Arcanjo, por conta da saída de Davi Sacer da banda.

## Composição
Segundo Davi Sacer em entrevista dada a Apple Music em 2020, "Invoca-Me" foi uma das canções escritas pelo vocalista Luiz Arcanjo em um encontro com o músico Kleber Lucas. Na época, os dois músicos escreveram também "Cruz" (que fez parte do álbum Pra Tocar no Manto). O tecladista Ronald Fonseca participou do processo de criação, assinou como co-autor e foi o produtor da canção.

## Recepção e legado
"Invoca-Me" foi lançada no álbum Pra Tocar no Manto, de 2009, e recebeu avaliações favoráveis da mídia especializada. Roberto Azevedo, em texto para o Super Gospel, comparou o arranjo da faixa com o estilo da banda carioca Roupa Nova, como a música "A Força do Amor".
A canção foi regravada duas vezes. A primeira, em 2011, para o CD e DVD Live in Orlando, com os vocais de Luiz Arcanjo, após a saída de Davi Sacer. Em 2020, a banda novamente regravou a música, desta vez com a formação original, para o álbum O Encontro. Nesta época, Sacer disse que "esta música não é uma das mais famosas, mas é uma das que mais gosto". Por conta da pandemia de COVID-19 no Brasil ocorrida a partir de 2020, a canção passou a se fazer parte de forma mais frequente do repertório solo de Sacer.
Em março de 2023, Davi Sacer lançou "Invoca-Me" como single em carreira solo com a participação de Verônica Sacer como parte do álbum Especial 20 Anos. Um destaques da versão é a presença do baterista André Mattos e do baixista Deco Rodrigues, ambos do Trazendo a Arca, além da produção musical do tecladista Ronald Fonseca.

## Ficha técnica
Créditos adaptados do encarte de Pra Tocar no Manto:
Banda
- Davi Sacer – vocal
- Luiz Arcanjo – vocal de apoio, composição
- Verônica Sacer – vocal de apoio
- Ronald Fonseca – piano, produção musical, arranjos, composição
- Deco Rodrigues – baixo
- André Mattos – bateria
- Isaac Ramos – guitarra e violão

### Músicos convidados
- Rafael Novarine – vocal de apoio
- Alice Avlis – vocal de apoio
- Rafael Brito – vocal de apoio

### Equipe técnica
- Jamba – mixagem e técnico de estúdio
- Áureo Marquezine – técnico de estúdio
- Tiago Marques – técnico de estúdio
- Samuel Júnior – técnico de estúdio
- Toney Fontes – masterização